# تجرثم الدم
تجرثم الدم (بالإنجليزية: Bacteremia) هو وجود الجراثيم في الدم. الدم بطبيعته مُعقّم، لذا فاكتشاف وجود الجراثيم بالدم (والذي يتم عادة عبر المزارع الدموية) يعد أمرًا غير اعتيادي.
بإمكان الجراثيم دخول مجرى الدم وإحداث أمراض ذات مضاعفات حادة (مثل: الالتهاب الرئوي أو التهاب السحايا) أثناء إجراء العمليات الجراحية (وبالأخص عبر الأغشية المخاطية مثل: الجهاز الهضمي) أو يتم ذلك عبر دخول القساطر والأجسام الغريبة الأخرى إلى الشرايين أو الأوردة (ويشمل ذلك المخدرات الوريدية).
قد يسبب تجرثم الدم عواقب عديدة، فقد تسبب الاستجابة المناعية للجراثيم بالإنتان أو الصدمة الإنتانية، والتي يعد معدل وفياتها مرتفع نسبيًا. بإمكان الجراثيم استغلال الدم للانتشار في أنحاء الجسم (والذي يطلق عليه انتشار دموي المنشأ)، والذي بدوره يسبب عدوى بعيدًا عن منشأ العدوى الأصلي، مثال ذلك: التهاب الشغاف أو التهاب العظم. يتم العلاج بالمضادات الحيوية، وتتم الوقاية بالمضادات الحيوية الوقائية والتي من الممكن أن تعطى احترازًا.

## التعريف
تجرثم الدم هو وجود جراثيم حية في مجرى الدم. يختلف تجرثم الدم عن الإنتان(أو ما يسمى "تسمم الدم") الذي يكون عندما يرتبط تجرثم الدم باستجابة التهابية من الجسم(مسببًا متلازمة الاستجابة الالتهابية الجهازية، والتي تتميز بتسارع النفس، وانخفاض ضغط الدم، والحمى). من الممكن أن تسبب أدوات وقاية الفم الشائعة مثل: فرشاة الأسنان وخيط الأسنان تجرثمًا عابرًا للدم، يكون غير ضار. بعض المرضى ممن لديهم صمامات قلب صناعية مع ذلك يكونون بحاجة للمضادات الحيوية الوقائية للعمليات الجراحية في الأسنان؛ لأن تجرثم الدم من الممكن أن يؤدي إلى التهاب الشغاف (وهو مرض يسبب التهابًا لبطانة القلب الداخلية).

## أسباب المرض
في المستشفى تعد القساطر من المسببات المتكررة لتجرثم الدم والأمراض المستشفوية اللاحقة، وذلك عائد لأنها تقدم وسائل تسمح للجراثيم التي عادة ما تكون موجودة على الجلد بدخول مجرى الدم. ومن أسباب تجرثم الدم عمليات الأسنان (والتي تشمل استخدام فرشاة الأسنان)، الهربس (ويشمل الداجس الهربسي)، وأمراض السبيل البولي، والتهاب الصفاق، والتهاب القولون الغشائي الكاذب، وحقن الأدوية عبر الوريد، والسرطان القولوني المستقيمي، وبالإمكان لتجرثم الدم أن يظهر في البلعوم، وجراحة المعدة والأمعاء، وجراحة أو استكشاف الأجهزة البولية والتناسلية. بخلاف أن عدوى السلمونيلا تسبب التهاب المعدة والأمعاء في الدول المتقدمة، إلا أنها مسبب شائع لتجرثم الدم في أفريقيا. تصيب بشكل أساسي الأطفال الذين يفتقرون لأضداد السلمونيلا ومرضى فيروس العوز المناعي البشري من جميع الأمراض.

## العواقب
كما ذُكر أعلاه، غالبًا ما يحدث تجرثم الدم استجابة مناعية شديدة. التجليات المرتبطة لتلك الاستجابة (مثل: الحمى، البرودة، انخفاض ضغط الدم) تسمى بالإنتان. أما في حالة كان هناك اضطراب حاد في مستوى الحرارة والتنفس ومعدل نبضات القلب أو أعداد خلايا الدم البيضاء، فتسمى الاستجابة "صدمة إنتانية"، ومن الممكن أن تسبب متلازمة خلل الأعضاء الوظيفي المتعدد.
يعد تجرثم الدم الوسيلة الأساسية لانتشار العدوى الموضعية لبقية أعضاء الجسم (والذي يطلق عليه انتشار دموي المنشأ). تجرثم الدم عادة ما يكون عابرًا لا مستمرًا، وذلك ناتج عن الاستجابة المناعية الشديدة عند اكتشاف الجراثيم في الدم. انتشار الجراثيم دموية المنشأ يعد جزءًا من الفيزيولوجيا المرضية لمرض السحايا والتهاب الشغاف ومرض بوت والأشكال العديدة الأخرى من التهاب العظم والنقي.

## التشخيص
أكثر ما يكون تشخيص تجرثم الدم بمزارع الدم إذ تؤخذ عينة من الدم وتوضع في وسط يسمح بنمو الجراثيم. بما أن الدم عادة خالٍ من الجراثيم، لا يفترض أن تنتج هذه العملية عن عزل أية جراثيم. لكن إذا ما وجدت جراثيم في مجرى الدم وقت أخذ العينة، سوف تتكاثر وسيمكن اكتشفاها. كل جرثومة تصل إلى وسط الزراعة سوف تتكاثر. لهذا السبب، ينبغي أخذ الحيطة البالغة واتباع إجراءات التعقيم عند أخذ عينة من الدم. أحيانا يكون اكتشاف الجراثيم في المزارع دليلًا على تلوّث العينة من الجلد الذي أخذت من تحته العيّنة. ينبغي تكرار مزارع الدم على فترات متباينة للتأكد من أن الجراثيم ماكثة (وليست لحظية مؤقتة) للتشخيص تجرثم الدم.
ينصح بأخذ أشعة فوق صوتية للقلب في كل المرضى الذين يكتشف فيهم تجرثم الدم الناتج عن المكورة العنقودية الذهبية لاستبعاد التهاب الشغاف.